# Giovanni Rama
Giovanni Rama (Lazise, 12 dicembre 1924 – Lazise, 28 dicembre 2007) è stato un oculista italiano.

## Biografia
Nato a Lazise il 12 dicembre 1924 studiò a Pavia e si specializzò presso numerose cliniche oculistiche universitarie europee. Fu primario a Feltre e poi dal 1965 all'ospedale Umberto I di Mestre.
Fu pioniere italiano nel trapianto di cornea e negli anni rimase sempre all'avanguardia nell'introduzione di tecniche chirurgiche.
Durante la carriera effettuò ben 6.000 trapianti di cornea e oltre 52.000 interventi chirurgici. All'ospedale Umberto I creò inoltre una vera "scuola" con il suo gruppo di specialisti sia in pianta organica sia volontari in attesa di concorso pubblico. Molti dei suoi specialisti sarebbero poi diventati primari in altri ospedali della regione.
Partecipò a congressi e pubblicò lavori di ricerca nelle più importanti riviste scientifiche italiane ed internazionali.
Prima ancora che in medicina si iniziasse a pensare che gli ospedali andavano costruiti attorno al paziente, il prof. Rama insisteva con i suoi infermieri affinché i pazienti venissero chiamati per nome e in reparto si parlasse a voce bassa. Grande attenzione veniva riservata ai bambini: fra i primi in Italia il prof. Rama intuì l'importanza di permettere ai più piccoli di avere i genitori accanto al risveglio da un intervento e lungo il periodo post-operatorio.
Visse in prima persona le difficoltà legate alla gestione dei trapianti, tanto per l'assenza di una cultura della donazione e di una legislazione, che più volte invocò, quanto per la disponibilità sempre incerta di donatori e quindi l'impossibilità di programmare gli interventi. Nel 1987, dopo aver appreso ad un convegno negli Stati Uniti della raggiunta possibilità di conservare le cornee, fondò assieme all'imprenditore Piergiorgio Coin la prima Banca degli occhi europea per la raccolta e la distribuzione di tessuti corneali per i trapianti. La sede è attualmente ubicata nel complesso dell'Ospedale dell'Angelo.
Sin dal 1972 dedicò le sue vacanze al volontariato nell'ospedale di Wamba in Kenya. Si tratta di un piccolo villaggio che dista 350 km dalla capitale Nairobi ed è situato in una delle zone più povere di tutto lo Stato. Li, assieme ai medici ed infermieri del suo reparto mestrino, effettuava visite ed interventi oculistici. Vennero anche avviate numerose attività collaterali di sostegno alla popolazione. L'impegno è stato portato avanti negli anni dalla Fondazione Banca degli occhi e dai colleghi del prof. Rama.
Dal 1984 al 1985 fu il primo presidente del Panathlon Club di Mestre.
Una volta in pensione continuò a seguire le giovani promesse dell'oculistica nei reparti degli ospedali di Mestre e di Venezia. Passò gli ultimi anni nel paese natale assieme alla moglie occupandosi dei nipoti.
Morì il 28 dicembre 2007 dopo una lunga malattia.